# Рамос, Наталия
Наталия Рамос (англ. Natalia Ramos, полное имя Наталия Нора Рамос Коэн (англ. Nathalia Norah Ramos Cohen); род. 3 июля 1992, Мадрид, Испания) — австралийская и американская актриса и певица испанского происхождения. Известна своей ролью Ясмин в фильме «Братц» и ролью Нины Мартин в сериале «Обитель Анубиса».

## Биография
Наталия родилась в Мадриде, Испания 3 июля 1992 года. Отец Наталии — испанец, а мать — австралийская еврейка из сефардов. Её родители работали в музыкальной сфере. У Наталии есть младший брат Майкл. Она переехала в Австралию в возрасте двух лет. Когда ей исполнилось четыре года, она с семьей переехала в Майами. Училась в школе North Beach Elementary, в средней школе Nautilus в Майами-Бич, а также один год посещала Miami Beach Senior High School. Затем она переехала в Лос-Анджелес, окончила Beverly Hills High School. В 2018 году стала выпускницей Университета Южной Калифорнии.
2 июля 2016 года Наталия получила американское гражданство.

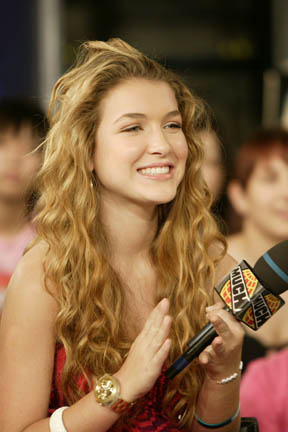
Наталия Рамос. 2007

## Карьера
Свою первую роль она получила в 2005 году. Это была роль в известном телесериале «Замедленное развитие». В 2007 году получила роль Ясмин в фильме «Братц». В 2008 году появилась в эпизоде телесериала «Тру Джексон» в роли Дакоты Норт. В 2009 году она появилась в психологическом триллере «31 Норд 62 Ист».
В 2011 году получилась роль Нины Мартин в телесериале «Обитель Анубиса» на канале Nickelodeon, где играла главную роль в первом и втором сезонах. В 2012 году она заявила, что не вернётся в третий сезон телесериала заявив, что сейчас для неё в приоритете колледж.
В 2013 году появилась в фильме ужасов «Галлоуз Хилл», играя роль Джилл, дочь персонажа Питера Фачинелли.

## Фильмография
| Год       |   | Русское название        | Оригинальное название         | Роль                    |
| --------- | - | ----------------------- | ----------------------------- | ----------------------- |
| 2005      | с | Замедленное развитие    | Arrested Development          | Хоуп Лоблоу             |
| 2007      | ф | Братц                   | Bratz: The Movie              | Ясмин                   |
| 2008      | с | Тру Джексон             | True Jackson, VP              | Дакота Норт             |
| 2009      | ф | 31 Норд 62 Ист          | 31 North 62 East              | Рэйчел                  |
| 2011—2013 | с | Обитель Анубиса         | House of Anubis               | Нина Мартин / Избранная |
| 2013      | ф | Постоянный советник     | Dean Slater: Resident Advisor | Ханна                   |
| 2013      | ф | Галлоуз Хилл            | The Damned                    | Джилл Рейнольдс         |
| 2014      | с | Их перепутали в роддоме | Switched at Birth             | Грэтхэн                 |
| 2015      | ф | В поисках Сеула         | Seoul Searching               | Моника                  |
| 2016      | ф | Дикий цветок            | Wildflower                    | Хлоя Морей              |